# Lijst van afleveringen van Keuringsdienst van waarde
Dit is een lijst van afleveringen van het Nederlandse televisieprogramma Keuringsdienst van waarde.

## Seizoen 1 (2003)
| Aflevering | Datum         | Onderwerp                           | Samenvatting |
| ---------- | ------------- | ----------------------------------- | --- |
| 1          | 11 april 2003 | Kip                                 | Het proces van het vetmesten van kippen wordt onderzocht door zelf kippen te houden. Aan de orde komen de kwaliteit van kippenvlees, de pluimvee-industrie en de NEPLUVI (Vereniging Nederlandse Pluimveeverwerkende industrie), de bestandsdelen van de kipnuggets van McDonald's (gefrituurd kippenvlees) die door de Consumentenbond worden onderzocht, het verschil tussen scharrel- en batterijkippen, de oorsprong van Franse scharrelkippenvlees dat volgens het etiket uit Loué moet komen en de leefomstandigheden van slachtkuikens. |
| 2          | 18 april 2003 | Vers                                | Er wordt onderzocht in hoeverre de perceptie die consumenten voer het begrip vers hebben in overeenstemming is met de wijze waarop het begrip (te pas en te onpas) wordt gebruikt. De verslaggevers worden gevolgd bij bezoeken aan de Universiteit Wageningen, verschillende vishandelaren, de redactie van Van Dale's woordenboeken, het kantoor van de Consumentenbond en de productieafdeling van zuivelfabriek Friesche Vlag. |
| 3          | 25 april 2003 | Verpakking                          | De inhoud van verpakte producten wordt onderzocht: de reden van verpakken, misleidende teksten op verpakkingen, de toegestane misleiding, de Reclame Code Commissie, veel geld verdienen met weinig inspanning, de verleiding van verpakkingen en het maken van hogere winsten door luxe verpakkingen te ontwerpen. Tijdens het programma worden foto's gemaakt van producten om te kijken of die overeenkomen met de foto op de verpakking. |
| 4          | 2 mei 2003    | Effe checken                        | Aan de orde komen de herkomst van vlees dat bij de slager ligt, de controle van slagerijen door de Keuringsdienst van Waren, de waarde van keurmerken op voedingswaren en de Europese subsidie voor de 'Effe checken'-promotiecampagne en de kritiek op de campagne. |
| 5          | 9 mei 2003    | Dolfijnvriendelijk                  | De Keuringsdienst van waarde is op zoek naar de betekenis en de waarde van het dolfijnvriendelijk-keurmerk in de tonijnindustrie. Het logo is volgens de industrie een keurmerk dat geen dolfijnen zijn geschaad bij het vissen op tonijn. Voorheen werden veel dolfijnen opzettelijk gedood door tonijnvissers. |
| 6          | 16 mei 2003   | Cacaoslavernij (deel 1)             | Reportage over de kindslavernij op de cacao-plantages in Ivoorkust. Er wordt onderzocht wat waar is van de beweringen dat er op grote cacao-plantages gebruik wordt gemaakt van uit de buurlanden ingevoerde kind-slaven, die op een meedogenloze wijze door de plantagehouders worden misbruikt. Van verschillende kanten wordt bevestigd dat dit inderdaad het geval is en de slavernij wordt bevestigd door verklaringen van ontsnapte kindslaven. Slavernij is in Nederland een zwaar misdrijf en het kopen van producten waarbij gebruikt is gemaakt van slaven is volgens de Nederlandse wet gelijk aan heling. Door chocolade te kopen, zo stelt Teun van de Keuken, maakt hij zich schuldig aan een strafbaar feit. Om die reden wil hij zich aangeven bij justitie om zo de desïnteresse van consumenten en cacaoindustrie aan de kaak te stellen. |
| 7          | 23 mei 2003   | Recycling & Cacoaslavernij (deel 2) | Onderzoek naar de herkomst van de grondstoffen van de Petflessen van Campina. De zuivelfabrikant vermeldt op zijn petflessen dat deze voor minimaal vijftig procent uit gerecycled materiaal bestaan. De vraag is of Campina de claim die zij op de verpakking zet kan waarmaken. Vervolg van de reportage over het gebruik van kindslaven op de cacaoplantages en de desïnteresse van de cacaoindustrie om hier wat aan te doen. Uit onderzoek blijkt dat minimaal drie procent van de geproduceerde chocola cacao bevat die bevuild is door slavernij. |
| 8          | 30 mei 2003   | Eko                                 | Er wordt onderzocht hoe producten die het EKO-keurmerk dragen zich onderscheiden van gewone producten. Zij onderzoeken Terrasana biologische pinda's uit China, biologische zalm uit Ierland en biologische muesli uit Zuid-Amerika. Daarnaast wordt door Skal International onderzocht hoe producten gecertificeerd worden met een biologisch keurmerk. |

## Seizoen 2 (2004)
| Aflevering | Datum            | Onderwerp                                          | Samenvatting |
| ---------- | ---------------- | -------------------------------------------------- | --- |
| 1          | 13 april 2004    | Ambachtelijk                                       | Er wordt onderzocht of producten die volgens de verpakking op ambachtelijke wijze bereid zijn zich onderscheiden van gewone producten. Waar staat ambachtelijk precies voor op de verpakkingen van: met ei en bacon belegde boterhammen van Van Oers; Italiaanse producten van Bertolli, zoals olijfolie en pastasauzen. Een van de verslaggevers bezoekt in Napels een pizzabakker om te verifiëren of de Iglo-pizza echt uit een houtoven komt, en daarnaast de Knorr-fabriek in Italië waar de Bertolli-producten op ambachtelijke wijze gemaakt zouden worden door de oude plattelandsvrouwen uit de televisiereclame. |
| 2          | 20 april 2004    | Biefstuk                                           | Een zoektocht naar goede en lekkere biefstuk in de Nederlandse winkel. Onderzocht wordt: - wat goede biefstuk is en hoe deze gebakken moet worden; - waar de biefstuk zit aan de koe; - het grote belang van rustgevende muziek voor de kwaliteit van rundvlees; - het lekkerste gras; - dat koeien vaak te vroeg geslacht worden; - dat de biefstuk zelf ook oud moet zijn (bestorven); - de algemeen slechte kwaliteit van de biefstuk in de winkel. |
| 3          | 27 april 2004    | Bosvruchten                                        | Het programma gaat op zoek naar het bos waar de bosvruchten vandaan komen die verwerkt zijn in producten zoals vruchtenyoghurt, bosvruchtenkoekjes, bosvruchtenhagelslag of drinkyoghurt. Een van de verslaggevers bezoekt de fabrikanten van de Zuivelhoeve en komt te weten dat 50% van de vruchtengelei onder in het pak Boer'n Yoghurt uit gekweekte bosvruchten bestaat, uit landen over de hele wereld en niet uit echte bossen, en dat aan alle bosvruchtenproducten natuurlijke aroma's worden toegevoegd. Een tweede verslaggever bezoekt een fruitexporteur in Servië waar bevroren gekweekte bosvruchten en bosvruchtenpulp worden gemaakt, en het testlab van het bedrijf Buteressence BV om bosvruchtensmaakstoffen te proeven.                                                                    |
| 4          | 11 mei 2004      | Verantwoord tussendoortje                          | Er wordt gebeld met een aantal voedselproducenten met de vraag waarom hun tussendoortjes verantwoord zouden zijn. Daarnaast wordt een Liga-fabriek, een kinderarts, een consumptiesocioloog en een persvoorlichtster van het Voedingscentrum opgezocht. |
| 5          | 18 mei 2004      | Petfood (deel 1) & Cacaoslavernij (deel 1)         | Een aantal fabrikanten van dierenvoedsel in blik wordt gebeld met vragen over de teksten op hun verpakkingen over de bereiding en samenstelling van dierenvoedsel en de weinige overeenkomsten tussen de ingrediënten volgens de verpakking en het daadwerkelijke voer. Vervolgreportage over de inzet van kindslaven t.b.v. de chocolade-industrie in Afrika. |
| 6          | 25 mei 2004      | Petfood (deel 2)                                   | Vervolg over diervoeding. Er wordt in gegaan op: - de geheimzinnigheid van diervoederfabrikanten over de ingrediënten en het productieproces; - claims van producenten over de werkzaamheid van diervoeders; - tests op dieren om de samenstelling zo goedkoop mogelijk te maken; - de kleine hoeveelheid vlees die in diervoeding zit. |
| 7          | 1 juni 2004      | Kalkoen                                            | Waarom wordt er kalkoenvlees verwerkt wordt in (runder)worsten en kipproducten, zoals in Knaks van Unox, Saté Ajam van Euroshopper (Albert Heijn) en Kipfingers van Mora. Het blijkt te gaan om zogenoemd kalkoenseparatorvlees, dat vlak langs de botten van de kalkoen zit. Er wordt een kalkoenfarm in Noord-Limburg bezocht en er mag bij hoge uitzondering gefilmd worden in de pluimveeseparatiebedrijf Polskamp in Ermelo. Hier worden pluimveeresten machinaal afgeschraapt en vermalen tot gehakt, dat in het buitenland tot worst wordt verwerkt. De botten komen terecht in hondenvoer. De Albert Heijn wordt om tekst en uitleg gevraagd over de aanwezigheid van kalkoenvlees in hun kipsaté. |
| 8          | 8 juni 2004      | Water                                              | Wat is het verschil tussen drinkwater uit de kraan en uit een fles, karton of waterkoeler? Bar-le-Duc en Sourcy blijken hun water in de omgeving van Bunnik omhoog te pompen, vlak bij de plek waar ook het waterleidingbedrijf Utrecht zijn water vandaan haalt. Ze zoeken de bronnen bij Utrecht en een hydroloog bij TNO beoordeelt het water van diverse waterkoelers. |
| 9          | 14 juni 2004     | Cacaoslavernij (deel 2) & bier, worst en televisie | Voortgangsreportage over de actie Steun Teun, gericht tegen de kinder- en slavenarbeid in de cacaoindustrie. De officier van justitie zegt Van der Keuken niet te kunnen vervolgen. Verder wordt er afgevraagd hoe de perfecte voetbalavond, met goed beeld, bier en worst, gecreëerd kan worden. Dit focust zich op de voor- en nadelen van het breedbeeldformaat, dat het maken van goede worst tijd kost; en waarom er met een pompje lucht geblazen wordt in een fust bier bestemd voor de thuistap. |
| 10         | 21 juni 2004     | Rundergehakt                                       | Waar komt rundergehakt uit de supermarkt vandaan? De herkomst ervan hoeft volgens de wet niet op het etiket vermeld te worden en dat gebeurt ook niet. Veel gehaktvlees blijkt afkomstig van bultrugkoeien uit Botswana en Namibië. Hier wordt goedkoop en hoogwaardig mager vlees geproduceerd dat uitermate geschikt is voor gehakt en filet américain (het verkleurt niet snel). De vleesindustrie en supermarkten lopen niet te koop met de Afrikaanse herkomst van het vlees vanwege het ongezonde imago van Afrikaanse landen. |
| 11         | 28 juni 2004     | Brood                                              | Wat is het verschil tussen supermarkt- en warmebakkerbrood? De meeste bakkers blijken, net zoals gebruikelijk is met supermarktbrood, met aangeleverde mixen van meelleveranciers af te bakken. |
| 12         | 6 juli 2004      | Wereldmixen                                        | In hoeverre benaderen gerechten die met kant-en-klare wereldmixen zijn bereid de authentieke smaak van het gerecht? |
| 13         | 26 oktober 2004  | Dons                                               | De herkomst en het productieproces van eenden- en ganzendons wordt onderzocht. |
| 14         | 9 november 2004  | Bruine bonen                                       | De herkomst en kwaliteit van ingeblikte en ingepotte bruine bonen wordt onderzocht. Het prijsverschil tussen de diverse producten is groot, terwijl de kostprijs van bruine bonen laag is. |
| 15         | 16 november 2004 | Halal                                              | Wat wordt precies verstaan onder halal-vlees? De onderzoekers telefoneren met een islamitische winkel en een slachterij. |
| 16         | 23 november 2004 | E621                                               | Onderzoek naar de smaakversterker E621 (synoniemen: Ve-tsin, MSG, RL-50, natriumglutaminaat), een toevoeging aan diverse voedingsmiddelen om de smaak te versterken oftewel om de hersenen te prikkelen zodat men meer van het voedsel wil eten. |
| 17         | 7 december 2004  | Speelgoed                                          | Onderzoek naar de slechte arbeidsomstandigheden van de werknemers van Chinese speelgoedfabrieken en het lage salaris daar en het stilzwijgen van het Wereld Natuur Fonds met betrekking tot de herkomst van zijn speelgoed. |
| 18         | 14 december 2004 | Witte tanden                                       | Onderzoek naar claims op wittere tanden. Dit wordt onderzocht aan de hand van verschillende soorten tandpasta, en of de claims van de Rapid White Brush-On van Tel Sell en Prodent Arctic Whitener kloppen. |
| 19         | 21 december 2004 | Frituren                                           | Het vetpercentage van de frituurolie van diverse lokale patatzaken wordt onderzocht. Ook het vetgehalte van patat van Febo, Bram Ladage en McDonald's wordt getest. Aandacht voor de campagne 'Verantwoord frituren' van Koninklijke Horeca Nederland, het verschil tussen frituurvet en frituurolie, de vraag of er gefrituurd kan worden met slaolie en het belang van het tijdig verversen van de frituurolie. |
| 20         | 23 december 2004 | Reclame en reacties                                | Connie, die een van de oude 'Italiaanse' vrouwen uit de Bertolli-reclame speelt blijkt de Spaanse vrouw Maria Vega in Fuengirola te zijn. Ondanks de 'Made in Italy' op het potje blijkt de fabriek uit de reclame in Spanje te staan en een rietsuikerstroopfabriek te zijn. Daarnaast: - Een bezoek aan een spruitenteler die in een brief aan de redactie heeft geklaagd over de lage prijzen voor spruiten en de hoge prijzen in de winkel die gepaard gaan met slechte kwaliteit; - Ontvangst van een boek van een biefstukkenner als reactie op een eerdere uitzending over de slechte kwaliteit van biefstuk. |
| 21         | 29 december 2004 | Terugblik                                          | Er wordt teruggeblikt en gereflecteerd op diverse afleveringen uit 2004: - Een gast in de studio die allergisch is voor E621 eet een gerecht met E621 en wordt ter plekke kortademig. - Een vrachtwagen van een pluimveeseparatiebedrijf die op brandstof gemaakt van kippenvet rijdt. - Acteur in een commercial voor vlees van supermarktketen Albert Heijn vertelt over het mislopen van inkomsten omdat hij per uitzending van de commercial betaald werd en Albert Heijn de commercial niet meer uitzendt vanwege de uitzending van 21 juni. - Aandacht voor de vraag of het Voedingscentrum wel een onafhankelijk orgaan is door het toekennen van de jaarprijs Goede Voeding aan het nieuwe product Fruit 2day van Hero (14% suiker). - Resultaten van een enquête over slavernij en chocoladeproductie. |

## Seizoen 3 (2005)
| Aflevering | Datum             | Onderwerp                            |
| ---------- | ----------------- | ------------------------------------ |
| 1          | 5 juli 2005       | Tony en de chocoladefabriek (deel 1) |
| 2          | 12 juli 2005      | Tony en de chocoladefabriek (deel 2) |
| 3          | 23 augustus 2005  | Varken                               |
| 4          | 30 augustus 2005  | Soja (deel 1)                        |
| 5          | 6 september 2005  | Soja (deel 2)                        |
| 6          | 13 september 2005 | Macaroni                             |
| 7          | 20 september 2005 | Maandverband                         |
| 8          | 27 september 2005 | Aardappel                            |
| 9          | 4 oktober 2005    | Ham                                  |
| 10         | 11 oktober 2005   | Chocolade & sinaasappelsap (deel 1)  |
| 11         | 18 oktober 2005   | Sinaasappelsap (deel 2)              |
| 12         | 25 oktober 2005   | Tomatenpuree                         |
| 13         | 1 november 2005   | Paneermeel                           |
| 14         | 8 november 2005   | Matras                               |
| 15         | 15 november 2005  | Dag Ot, dag Sien (deel 1)            |
| 16         | 22 november 2005  | Dag Ot, dag Sien (deel 2)            |
| 17         | 29 november 2005  | Katoenen T-shirt                     |
| 18         | 6 december 2005   | Ei                                   |
| 19         | 13 december 2005  | Wijn                                 |
| 20         | 20 december 2005  | Wild                                 |
| 21         | 27 december 2005  | 50X Waarde                           |

## Seizoen 4 (2006)
| Aflevering | Datum            | Onderwerp     |
| ---------- | ---------------- | ------------- |
| 1          | 6 oktober 2006   | Vitamine      |
| 2          | 13 oktober 2006  | Zout          |
| 3          | 20 oktober 2006  | Suiker        |
| 4          | 27 oktober 2006  | Thee          |
| 5          | 3 november 2006  | Aloë Vera     |
| 6          | 10 november 2006 | Omega 3       |
| 7          | 17 november 2006 | Antioxidanten |

## Seizoen 5 (2007)
| Aflevering | Datum             | Onderwerp     |
| ---------- | ----------------- | ------------- |
| 1          | 27 september 2007 | Panga         |
| 2          | 11 oktober 2007   | BBQ           |
| 3          | 18 oktober 2007   | Klooster      |
| 4          | 1 november 2007   | Honing        |
| 5          | 8 november 2007   | Japans zoutje |
| 6          | 15 november 2007  | Eetrijp       |
| 7          | 22 november 2007  | Pannenkoek    |
| 8          | 13 december 2007  | Probiotica    |
| 9          | 27 december 2007  | Sperzieboon   |

## Seizoen 6 (2008)
| Aflevering | Datum             | Onderwerp      | Opmerkingen                         |
| ---------- | ----------------- | -------------- | ----------------------------------- |
| 1          | 7 augustus 2008   | Chips          | * de kinderen van de keuringsdienst |
| 2          | 14 augustus 2008  | Frikandel      | * de kinderen van de keuringsdienst |
| 3          | 21 augustus 2008  | E120           | * de kinderen van de keuringsdienst |
| 4          | 28 augustus 2008  | Nepkaas        | * de kinderen van de keuringsdienst |
| 5          | 4 september 2008  | Kies bewust    |                                     |
| 6          | 25 september 2008 | Rivierkreeft   |                                     |
| 7          | 9 oktober 2008    | Hamburger      |                                     |
| 8          | 16 oktober 2008   | Citroen        |                                     |
| 9          | 30 oktober 2008   | Ui             |                                     |
| 10         | 20 november 2008  | Bospaddenstoel |                                     |
| 11         | 11 december 2008  | Oud hout       |                                     |
| 12         | 18 december 2008  | Plakvlees      |                                     |

## Seizoen 7 (2009)
| Aflevering | Datum            | Onderwerp      | Opmerkingen                         |
| ---------- | ---------------- | -------------- | ----------------------------------- |
| 1          | 8 januari 2009   | Mandarijn      |                                     |
| 2          | 15 januari 2009  | Olijfolie      |                                     |
| 3          | 22 januari 2009  | Toverrijst     | * de kinderen van de keuringsdienst |
| 4          | 29 januari 2009  | Hamster        | * de kinderen van de keuringsdienst |
| 5          | 5 februari 2009  | Slakkenslijm   | * de kinderen van de keuringsdienst |
| 6          | 12 februari 2009 | Visvoer        | * de kinderen van de keuringsdienst |
| 7          | 5 maart 2009     | Maiskip        | * de kinderen van de keuringsdienst |
| 8          | 19 maart 2009    | Dioxine        | * de kinderen van de keuringsdienst |
| 9          | 2 april 2009     | Pils           |                                     |
| 10         | 9 april 2009     | Truffel        |                                     |
| 11         | 23 april 2009    | Walnoot        |                                     |
| 12         | 14 mei 2009      | Azijn          |                                     |
| 13         | 21 mei 2009      | Kattengrit     |                                     |
| 14         | 28 mei 2009      | Pesto          |                                     |
| 15         | 8 oktober 2009   | Gamba          |                                     |
| 16         | 15 oktober 2009  | IJzer (deel 1) |                                     |
| 17         | 22 oktober 2009  | Asperge        |                                     |
| 18         | 29 oktober 2009  | IJzer (deel 2) |                                     |
| 19         | 5 november 2009  | Peper          |                                     |
| 20         | 12 november 2009 | Stamppot       |                                     |
| 21         | 19 november 2009 | Jus            |                                     |
| 22         | 26 november 2009 | Worst          |                                     |

## Seizoen 8 (2010)
| Aflevering | Datum             | Onderwerp          |
| ---------- | ----------------- | ------------------ |
| 1          | 7 januari 2010    | Goed boeren        |
| 2          | 14 januari 2010   | Vanillevla         |
| 3          | 21 januari 2010   | Döner              |
| 4          | 28 januari 2010   | Wol (deel 1)       |
| 5          | 4 februari 2010   | Wol (deel 2)       |
| 6          | 11 februari 2010  | Bloemen            |
| 7          | 18 februari 2010  | Babyvoeding        |
| 8          | 25 februari 2010  | Duurzame vis       |
| 9          | 4 maart 2010      | Kaas               |
| 10         | 11 maart 2010     | Jenever            |
| 11         | 9 september 2010  | Boter              |
| 12         | 16 september 2010 | Sterrenvlees       |
| 13         | 23 september 2010 | Koffie op het werk |
| 14         | 30 september 2010 | Melk               |
| 15         | 7 oktober 2010    | Mayonaise          |
| 16         | 14 oktober 2010   | Rozijn             |
| 17         | 21 oktober 2010   | Goudse kaas        |
| 18         | 28 oktober 2010   | Gevulde olijf      |
| 19         | 4 november 2010   | Benzine            |
| 20         | 11 november 2010  | Eend               |

## Seizoen 9 (2011)
| Aflevering | Datum             | Onderwerp               |
| ---------- | ----------------- | ----------------------- |
| 1          | 9 maart 2011      | Bio-afbreekbaar         |
| 2          | 17 maart 2011     | Toiletpapier            |
| 3          | 24 maart 2011     | Vet                     |
| 4          | 31 maart 2011     | CO2 (deel 1)            |
| 5          | 7 april 2011      | CO2 (deel 2)            |
| 6          | 28 april 2011     | Wijn (deel 1)           |
| 7          | 5 mei 2011        | Tortellini              |
| 8          | 12 mei 2011       | Biologische tomatensoep |
| 9          | 19 mei 2011       | Sporen van...           |
| 10         | 26 mei 2011       | Wijn (deel 2)           |
| 11         | 8 september 2011  | Knoflook                |
| 12         | 15 september 2011 | Zijde                   |
| 13         | 6 oktober 2011    | Doperwt                 |
| 14         | 20 oktober 2011   | Spek                    |
| 15         | 27 oktober 2011   | Oscillococcinum         |
| 16         | 3 november 2011   | Mint                    |
| 17         | 10 november 2011  | Vezels                  |
| 18         | 17 november 2011  | Deodorant               |
| 19         | 24 november 2011  | Wijn (deel 3)           |
| 20         | 22 december 2011  | Wijn (deel 4)           |

## Seizoen 10 (2012)
| Aflevering | Datum            | Onderwerp              |
| ---------- | ---------------- | ---------------------- |
| 1          | 29 maart 2012    | Filet American         |
| 2          | 5 april 2012     | Mondgeblazen Glas      |
| 3          | 19 april 2012    | EHEC-bacterie (deel 1) |
| 4          | 26 april 2012    | EHEC-bacterie (deel 2) |
| 5          | 3 mei 2012       | Dode Zeezout           |
| 6          | 10 mei 2012      | Eieren                 |
| 7          | 17 mei 2012      | Aardappelen            |
| 8          | 24 mei 2012      | Buitenlucht            |
| 9          | 31 mei 2012      | Kip                    |
| 10         | 7 juni 2012      | Pampers (deel 1)       |
| 11         | 1 november 2012  | Kogelbiefstuk          |
| 12         | 8 november 2012  | Appelsap               |
| 13         | 15 november 2012 | Kroepoek               |
| 14         | 22 november 2012 | Peterselie             |
| 15         | 29 november 2012 | Pampers (deel 2)       |
| 16         | 6 december 2012  | Zalmforel              |
| 17         | 13 december 2012 | Rietsuiker             |
| 18         | 20 december 2012 | Champignons (deel 1)   |
| 19         | 27 december 2012 | Champignons (deel 2)   |

## Seizoen 11 (2013)
| Aflevering | Datum             | Onderwerp           |
| ---------- | ----------------- | ------------------- |
| 1          | 14 maart 2013     | Bevergeil (deel 1)  |
| 2          | 21 maart 2013     | Bevergeil (deel 2)  |
| 3          | 28 maart 2013     | Walnootolie         |
| 4          | 4 april 2013      | Paprikapoeder       |
| 5          | 11 april 2013     | Liaan               |
| 6          | 2 mei 2013        | Sushi (deel 1)      |
| 7          | 9 mei 2013        | Melk                |
| 8          | 16 mei 2013       | Patatje met         |
| 9          | 23 mei 2013       | Sushi (deel 2)      |
| 10         | 30 mei 2013       | Couscous            |
| 11         | 6 juni 2013       | Barbecue            |
| 12         | 5 september 2013  | De kers op de taart |
| 13         | 12 september 2013 | Varkenshaar         |
| 14         | 19 september 2013 | Yoghurt             |
| 15         | 26 september 2013 | Zuurdesem           |
| 16         | 3 oktober 2013    | Spaanse slof        |
| 17         | 10 oktober 2013   | Kipfilet            |
| 18         | 17 oktober 2013   | Natuurspons         |
| 19         | 24 oktober 2013   | Ossenstaart         |
| 20         | 31 oktober 2013   | Goudvis             |
| 21         | 7 november 2013   | Kaviaar             |

## Seizoen 12 (2014)
| Aflevering | Datum             | Onderwerp           |
| ---------- | ----------------- | ------------------- |
| 1          | 9 januari 2014    | Angora              |
| 2          | 16 januari 2014   | Potgrond            |
| 3          | 23 januari 2014   | Thee met korrels    |
| 4          | 30 januari 2014   | Leverworst          |
| 5          | 6 februari 2014   | Haar in brood       |
| 6          | 13 februari 2014  | Tropische tong      |
| 7          | 20 februari 2014  | Coquille            |
| 8          | 27 februari 2014  | Handgebakken chips  |
| 9          | 6 maart 2014      | Kaas                |
| 10         | 13 maart 2014     | Vissticks           |
| 11         | 28 augustus 2014  | Melkkoe             |
| 12         | 4 september 2014  | Banaan (deel 1)     |
| 13         | 11 september 2014 | Banaan (deel 2)     |
| 14         | 18 september 2014 | Mozzarella          |
| 15         | 25 september 2014 | Biologische honing  |
| 16         | 2 oktober 2014    | Kluif               |
| 17         | 9 oktober 2014    | Bak en braad        |
| 18         | 16 oktober 2014   | Tonijn              |
| 19         | 23 oktober 2014   | Dierlijk bijproduct |
| 20         | 30 oktober 2014   | Superfoods          |

## Seizoen 13 (2015)
| Aflevering | Datum            | Onderwerp           |
| ---------- | ---------------- | ------------------- |
| 1          | 12 maart 2015    | Spelt               |
| 2          | 19 maart 2015    | Bertolli            |
| 3          | 26 maart 2015    | Beenham             |
| 4          | 2 april 2015     | Gluten              |
| 5          | 16 april 2015    | Lamsvlees           |
| 6          | 23 april 2015    | Slak                |
| 7          | 30 april 2015    | Superfoods (deel 2) |
| 8          | 7 mei 2015       | Grafsteen (deel 1)  |
| 9          | 14 mei 2015      | Grafsteen (deel 2)  |
| 10         | 21 mei 2015      | Granaatappelpitjes  |
| 11         | 8 oktober 2015   | Risotto             |
| 12         | 15 oktober 2015  | Wagyu               |
| 13         | 22 oktober 2015  | Kippenslacht        |
| 14         | 29 oktober 2015  | Visolie             |
| 15         | 5 november 2015  | Cheddar             |
| 16         | 12 november 2015 | Bouillon            |
| 17         | 19 november 2015 | Water bij de vis    |
| 18         | 26 november 2015 | Krokant garantie    |
| 19         | 3 december 2015  | Wijn                |
| 20         | 10 december 2015 | Botox               |

## Seizoen 14 (2016)
| Aflevering | Datum             | Onderwerp        |
| ---------- | ----------------- | ---------------- |
| 1          | 18 februari 2016  | Dadels           |
| 2          | 25 februari 2016  | Surimi           |
| 3          | 3 maart 2016      | Wodka            |
| 4          | 10 maart 2016     | Natuurlijk aroma |
| 5          | 17 maart 2016     | Inktvisringen    |
| 6          | 24 maart 2016     | Euro             |
| 7          | 31 maart 2016     | Bruis            |
| 8          | 7 april 2016      | Kipfilet         |
| 9          | 14 april 2016     | Wild zwijn       |
| 10         | 21 april 2016     | Boerenkaas       |
| 11         | 1 september 2016  | Verse tonijn     |
| 12         | 8 september 2016  | Keratine shampoo |
| 13         | 15 september 2016 | Angus            |
| 14         | 22 september 2016 | Eiwitpoeder      |
| 15         | 29 september 2016 | Sjalotten        |
| 16         | 6 oktober 2016    | Kaars            |
| 17         | 13 oktober 2016   | Volkoren         |
| 18         | 20 oktober 2016   | Bolognese        |
| 19         | 27 oktober 2016   | Sambal           |
| 20         | 3 november 2016   | Bacon            |

## Seizoen 15/ Food (2016)
| Aflevering | Datum       | Onderwerp                 |
| ---------- | ----------- | ------------------------- |
| 1          | 19 mei 2016 | Eten van morgen: vlees    |
| 2          | 26 mei 2016 | Eten van morgen: insecten |
| 3          | 2 juni 2016 | Eten van morgen: vis      |
| 4          | 9 juni 2016 | Eten van morgen: groenten |

## Seizoen 16 (2017)
| Aflevering | Datum             | Onderwerp                |
| ---------- | ----------------- | ------------------------ |
| 1          | 12 januari 2017   | Glühwein                 |
| 2          | 19 januari 2017   | Tapijt                   |
| 3          | 26 januari 2017   | Pulled pork              |
| 4          | 2 februari 2017   | Vlinder                  |
| 5          | 9 februari 2017   | Saffraan                 |
| 6          | 16 februari 2017  | Room                     |
| 7          | 23 februari 2017  | Paling                   |
| 8          | 2 maart 2017      | Melk                     |
| 9          | 9 maart 2017      | Carpaccio                |
| 10         | 16 maart 2017     | Kokoswater               |
| 11         | 11 mei 2017       | Champignon               |
| 12         | 18 mei 2017       | Banaan                   |
| 13         | 25 mei 2017       | Koffie                   |
| 14         | 1 juni 2017       | Aardappel                |
| 15         | 8 juni 2017       | Drop                     |
| 16         | 7 september 2017  | Sardines                 |
| 17         | 14 september 2017 | Aardbeien                |
| 18         | 21 september 2017 | Stremsel                 |
| 19         | 28 september 2017 | Kip                      |
| 20         | 5 oktober 2017    | Hazelnootpasta           |
| 21         | 12 oktober 2017   | Natuurgerijpt            |
| 22         | 19 oktober 2017   | Wijn met een krans       |
| 23         | 26 oktober 2017   | All You Can Eat krokodil |
| 24         | 2 november 2017   | Zilvervliesrijst         |
| 25         | 9 november 2017   | Ongefilterd pils         |
| 26         | 16 november 2017  | Margarina                |
| 27         | 23 november 2017  | Pils                     |
| 28         | 7 december 2017   | Frikandel                |
| 29         | 14 december 2017  | Suiker                   |

## Seizoen 17 (2018)
| Aflevering | Datum             | Onderwerp              |
| ---------- | ----------------- | ---------------------- |
| 1          | 1 februari 2018   | Olijf                  |
| 2          | 8 februari 2018   | Bijvangst              |
| 3          | 15 februari 2018  | Kwark                  |
| 4          | 22 februari 2018  | Droge worst            |
| 5          | 1 maart 2018      | Goedkoopste supermarkt |
| 6          | 8 maart 2018      | Kaas met oorsprong     |
| 7          | 15 maart 2018     | Kwartelei              |
| 8          | 5 april 2018      | Dode vis               |
| 9          | 12 april 2018     | Gin                    |
| 10         | 19 april 2018     | Single origin koffie   |
| 11         | 26 april 2018     | Gelukskoekjes          |
| 12         | 3 mei 2018        | Hollandse garnaal      |
| 13         | 13 september 2018 | Witte eieren           |
| 14         | 20 september 2018 | Matcha thee            |
| 15         | 27 september 2018 | Gerijpt vlees          |
| 16         | 4 oktober 2018    | Sojasaus               |
| 17         | 11 oktober 2018   | Koudgeperst            |
| 18         | 18 oktober 2018   | Het haasje             |
| 19         | 25 oktober 2018   | Karnemelk              |
| 20         | 1 november 2018   | Rosé                   |
| 21         | 8 november 2018   | Zonnebloemolie         |
| 22         | 15 november 2018  | Koe                    |
| 23         | 22 november 2018  | Stokbrood              |
| 24         | 6 december 2018   | Hummus                 |

## Seizoen 18 (2019)
| Aflevering | Datum             | Onderwerp                |
| ---------- | ----------------- | ------------------------ |
| 1          | 10 januari 2019   | Kleimasker               |
| 2          | 17 januari 2019   | Natuurlijke suiker       |
| 3          | 24 januari 2019   | Handgevormd              |
| 4          | 31 januari 2019   | Culinair vlees           |
| 5          | 7 februari 2019   | Vegetarisch rookworst    |
| 6          | 14 februari 2019  | Airfryer friet           |
| 7          | 21 februari 2019  | Gras of graan            |
| 8          | 28 februari 2019  | Italiaanse kaas          |
| 9          | 7 maart 2019      | Clean label              |
| 10         | 14 maart 2019     | Kaassoufflé              |
| 11         | 28 maart 2019     | Buitenbeentjes           |
| 12         | 4 april 2019      | Zeevruchten              |
| 13         | 29 augustus 2019  | Hollandse Nieuwe         |
| 14         | 5 september 2019  | Croissant                |
| 15         | 12 september 2019 | Planetproof melk         |
| 16         | 19 september 2019 | Streekproducten          |
| 17         | 26 september 2019 | Waldkorn                 |
| 18         | 3 oktober 2019    | Alpenmelk                |
| 19         | 17 oktober 2019   | Antibioticavrij          |
| 20         | 24 oktober 2019   | Kefir                    |
| 21         | 31 oktober 2019   | Nacho                    |
| 22         | 7 november 2019   | Tomaat in blik           |
| 23         | 14 november 2019  | Vloerbrood               |
| 24         | 21 november 2019  | Appel                    |
| 25         | 5 december 2019   | De baard van Sinterklaas |
| 26         | 12 december 2019  | Yorkham                  |
| 27         | 19 december 2019  | Cider                    |

## Seizoen 19 (2020)
| Aflevering | Datum             | Onderwerp            |
| ---------- | ----------------- | -------------------- |
| 1          | 9 januari 2020    | Chique vlees         |
| 2          | 16 januari 2020   | Lekkerbekje          |
| 3          | 23 januari 2020   | Paella               |
| 4          | 30 januari 2020   | Natuurmatras         |
| 5          | 6 februari 2020   | Melk                 |
| 6          | 20 februari 2020  | Beter welzijn        |
| 7          | 27 februari 2020  | Macaroni             |
| 8          | 5 maart 2020      | Vleesreepjes         |
| 9          | 12 maart 2020     | Broodmix             |
| 10         | 19 maart 2020     | Ontbijtgranen        |
| 11         | 26 maart 2020     | Zalm                 |
| 12         | 2 april 2020      | Proteïne             |
| 13         | 16 april 2020     | Tomaat (deel 1)      |
| 14         | 23 april 2020     | Tomaat (deel 2)      |
| 15         | 30 april 2020     | Corona               |
| 16         | 10 september 2020 | Tuinmest             |
| 17         | 17 september 2020 | Dierziektes          |
| 18         | 24 september 2020 | Eendagskuiken        |
| 19         | 1 oktober 2020    | Seizoenarbeider      |
| 20         | 8 oktober 2020    | IJs                  |
| 21         | 15 oktober 2020   | Thee met een belofte |
| 22         | 22 oktober 2020   | Microplastics        |
| 23         | 29 oktober 2020   | Collageen            |
| 24         | 5 november 2020   | Alcoholvrij          |
| 25         | 12 november 2020  | Witte Thee           |
| 26         | 19 november 2020  | Natuurvlees          |
| 27         | 26 november 2020  | Babykoekjes          |
| 28         | 10 december 2020  | Konijn               |
| 29         | 17 december 2020  | Carpaccio            |

## Seizoen 20/ Classics (2021)
| Aflevering | Datum            | Onderwerp        |
| ---------- | ---------------- | ---------------- |
| 1          | 17 juni 2021     | Kogelbiefstuk    |
| 2          | 24 juni 2021     | Liaan            |
| 3          | 1 juli 2021      | Kaviaar          |
| 4          | 8 juli 2021      | Leverworst       |
| 5          | 15 juli 2021     | Thee met korrels |
| 6          | 22 juli 2021     | Visolie          |
| 7          | 29 juli 2021     | Surimi           |
| 8          | 5 augustus 2021  | Tapijt           |
| 9          | 12 augustus 2021 | Stokbrood        |
| 10         | 19 augustus 2021 | Hollandse Nieuwe |
| 11         | 26 augustus 2021 | Chique Vlees     |

## Seizoen 21 (2021)
| Aflevering | Datum             | Onderwerp                  |
| ---------- | ----------------- | -------------------------- |
| 1          | 7 januari 2021    | Fokspecial : Varken        |
| 2          | 14 januari 2021   | Fokspecial : Dikbil Rund   |
| 3          | 21 januari 2021   | Fokspecial : Geit          |
| 4          | 28 januari 2021   | Weerstand                  |
| 5          | 4 februari 2021   | Mosselen                   |
| 6          | 11 februari 2021  | Wasverzachter              |
| 7          | 18 februari 2021  | CBD                        |
| 8          | 25 februari 2021  | Flesvoeding                |
| 9          | 4 maart 2021      | Pannen                     |
| 10         | 18 maart 2021     | Rashondenvoer              |
| 11         | 25 maart 2021     | Makreel                    |
| 12         | 1 april 2021      | Meergranen                 |
| 13         | 8 april 2021      | Waterfilters               |
| 14         | 15 april 2021     | 1+1                        |
| 15         | 22 april 2021     | Kalkoen                    |
| 16         | 9 september 2021  | Harde Boter                |
| 17         | 16 september 2021 | Bij-vriendelijk            |
| 18         | 23 september 2021 | Koffieroast                |
| 19         | 30 september 2021 | Emmentaler                 |
| 20         | 7 oktober 2021    | Luchtzuiverende Kamerplant |
| 21         | 14 oktober 2021   | Banketbakkersroom          |
| 22         | 21 oktober 2021   | Skyr                       |
| 23         | 28 oktober 2021   | Edelstenen                 |
| 24         | 4 november 2021   | Wijnazijn                  |
| 25         | 11 november 2021  | Kaaskorst                  |
| 26         | 18 november 2021  | Pasta Carbonara            |
| 27         | 25 november 2021  | Kauwgom                    |
| 28         | 2 december 2021   | Fokspecial: Kweekvis       |
| 29         | 9 december 2021   | Fokspecial: Kip en Ei      |
| 30         | 16 december 2021  | Fokspecial: Melkgeit       |

## Seizoen 22 (2022)
| Aflevering | Datum             | Onderwerp              |
| ---------- | ----------------- | ---------------------- |
| 1          | 20 januari 2022   | Bourgondisch           |
| 2          | 27 januari 2022   | Paté                   |
| 3          | 3 februari 2022   | Mie                    |
| 4          | 10 februari 2022  | Cervelaat              |
| 5          | 17 februari 2022  | Lokgroente             |
| 6          | 24 februari 2022  | Vogelgriep             |
| 7          | 3 maart 2022      | Oorsprong              |
| 8          | 10 maart 2022     | Verse Vis              |
| 9          | 17 maart 2022     | Wierook                |
| 10         | 24 maart 2022     | Actieve Kool           |
| 11         | 31 maart 2022     | Kaaskleur              |
| 12         | 7 april 2022      | Gemodificeerd Zetmeel  |
| 13         | 14 april 2022     | Babygroenten           |
| 14         | 21 april 2022     | Tapas                  |
| 15         | 28 april 2022     | Plantaardige Yoghurt   |
| 16         | 25 augustus 2022  | Brie                   |
| 17         | 1 september 2022  | Pandan                 |
| 18         | 8 september 2022  | Duurzaam op Vakantie   |
| 19         | 15 september 2022 | Kokosmelk              |
| 20         | 29 september 2022 | Beter voor             |
| 21         | 6 oktober 2022    | Kweekgarnaal           |
| 22         | 13 oktober 2022   | Ecologisch schoonmaken |
| 23         | 20 oktober 2022   | Zongedroogde tomaten   |
| 24         | 27 oktober 2022   | Bamboe                 |
| 25         | 3 november 2022   | Rookworst              |
| 26         | 10 november 2022  | Oester                 |
| 27         | 17 november 2022  | Vlees met een randje   |
| 28         | 24 november 2022  | Natuurwijn             |
| 29         | 8 december 2022   | Krab                   |
| 30         | 15 december 2022  | Laurier                |

## Seizoen 23 (2023)
| Aflevering | Datum             | Onderwerp        |
| ---------- | ----------------- | ---------------- |
| 1          | 14 februari 2023  | Kalf en koe      |
| 2          | 21 februari 2023  | Iberico          |
| 3          | 28 februari 2023  | Waterkip         |
| 4          | 7 maart 2023      | Leer             |
| 5          | 21 maart 2023     | Piripiri         |
| 6          | 28 maart 2023     | Kaas             |
| 7          | 4 april 2023      | Kalverliefde 2   |
| 8          | 11 april 2023     | Glitter          |
| 9          | 18 april 2023     | Veldboeket       |
| 10         | 25 april 2023     | Octopus          |
| 11         | 2 mei 2023        | Sliptong         |
| 12         | 16 mei 2023       | Oceaanplastic    |
| 13         | 23 mei 2023       | Varkens          |
| 14         | 30 mei 2023       | Aardappel        |
| 15         | 6 juni 2023       | Hommel           |
| 16         | 13 juni 2023      | Brood            |
| 17         | 20 juni 2023      | Haarextensions   |
| 18         | 27 juni 2023      | Vissaus          |
| 19         | 12 september 2023 | Pils             |
| 20         | 19 september 2023 | Kikkerbillen     |
| 21         | 26 september 2023 | Cellulose (E460) |
| 22         | 3 oktober 2023    | Paardenbloed     |
| 23         | 10 oktober 2023   | Haricot Vert     |
| 24         | 17 oktober 2023   | Slagers          |

## Seizoen 24 (2024/2025)
| Aflevering | Datum             | Onderwerp          |
| ---------- | ----------------- | ------------------ |
| 1          | 15 januari 2024   | Rauwe ham          |
| 2          | 22 januari 2024   | Kombucha           |
| 3          | 29 januari 2024   | Mondwater          |
| 4          | 5 februari 2024   | Olijfolie          |
| 5          | 12 februari 2024  | Honing             |
| 6          | 19 februari 2024  | Bio mosselen       |
| 7          | 26 februari 2024  | Verantwoord dons   |
| 8          | 4 maart 2024      | Gelatine           |
| 9          | 11 maart 2024     | Pasta              |
| 10         | 18 maart 2024     | Verstopte eieren   |
| 11         | 25 maart 2024     | Gerookt            |
| 12         | 1 april 2024      | Burrata            |
| 13         | 8 april 2024      | Forel              |
| 14         | 15 april 2024     | Noten              |
| 15         | 22 april 2024     | Halal kip          |
| 16         | 23 september 2024 | Mals vlees         |
| 17         | 30 september 2024 | Frans brood        |
| 18         | 7 oktober 2024    | Kaneel             |
| 19         | 14 oktober 2024   | Thee met smaak     |
| 20         | 21 oktober 2024   | Schimmelkaas       |
| 21         | 28 oktober 2024   | Vitamine B12       |
| 22         | 4 november 2024   | Saté               |
| 23         | 18 november 2024  | Wild Fruit         |
| 24         | 25 november 2024  | Gerookte Zalm      |
| 25         | 2 december 2024   | Rotan              |
| 26         | 9 december 2024   | Plantaardige Oliën |
| 27         | 16 december 2024  | Kalkoen            |
| 28         | 6 januari 2025    | Extra lang vers    |
| 29         | 13 januari 2025   | Babyvoeding        |
| 30         | 20 januari 2025   | Speenvarken        |

## Seizoen 25 (2025)
| Aflevering | Datum            | Onderwerp               |
| ---------- | ---------------- | ----------------------- |
| 1          | 27 januari 2025  | Mosterd                 |
| 2          | 3 februari 2025  | Sherry Cask             |
| 3          | 10 februari 2025 | Iers Rundvlees          |
| 4          | 17 februari 2025 | IPA                     |
| 5          | 24 februari 2025 | Prijswinnende producten |
| 6          | 3 maart 2025     | Zalmkleur               |
| 7          | 10 maart 2025    | Parels                  |
| 8          | 24 maart 2025    | Quattro Formaggi        |
| 9          | 31 maart 2025    | Gehakt                  |
| 10         | 7 april 2025     | Cheesecake              |
| 11         | 12 mei 2025      | Plant met paspoort      |
| 12         | 19 mei 2025      | Volendams               |
| 13         | 26 mei 2025      | Haaienlevertraan        |
| 14         | 2 juni 2025      | Koe met horens          |
| 15         | 9 juni 2025      | Kangoeroe               |